# Ryan Ariehaan
Ryan Ariehaan Hillmant (* 4. März 1979) ist ein ehemaliger indonesischer Radrennfahrer.
Ryan Ariehaan konnte 2004 die sechste Etappe der Tour d’Indonesia nach Surbaya für sich entscheiden. Bei den Südostasienspielen 2007 in Thailand gewann er die Goldmedaille im Straßenrennen. Bei den Spielen in Laos vier Jahre später konnte er diesen Erfolg im Einzelzeitfahren wiederholen.

## Erfolge
2004
- eine Etappe Tour d’Indonesia

2007
- Südostasienspiele – Straßenrennen

2009
- Südostasienspiele – Einzelzeitfahren

2011
- Südostasienspiele – Teamzeitfahren

## Teams
- 2008 LeTua Cycling Team
- 2009 LeTua Cycling Team